# The Tiki Tiki Tiki Room
«The Tiki Tiki Tiki Room» — пісня, яка була написана для атракціону Волта Діснея Enchanted Tiki Room в Діснейленді. Її створили 1963 року диснеївські поеи Роберт та Річард Шермани. Студійний запис саундтреку для Enchanted Tiki Room вийшов в 1968 на лейблі Disneyland Records у альбомі «The Enchanted Tiki Room».
У 2002 пісню записала американська співачка і акторка Гіларі Дафф для альбому «DisneyMania». Для цього альбому Дафф разом з іншими диснеївськими зірками також записали пісню «The Circle of Life». Через рік Дафф і її сестра Гейлі записали пісню «The Siamese Cat Song» з анімаційного фільму «Леді та Блудько» (1955). Платівка «DisneyMania» досягла 52 місця списку Billboards Top 200 та отримала золоту сертифікацію від американської компанії RIAA.